# Överhogdal
Överhogdal est une petite localité suédoise à l'est de la province d'Härjedalen à proximité de la limite des comtés de  Jämtland, de Medelpad et d'Hälsingland. Överhogdal est, dit-on, le village le plus étendu de Suède. La localité est traversée par la Route européenne 45 et devenue célèbre pour la découverte de tapisseries de l'époque Viking (Tapisseries d'Överhogdal).